# ジョン・ギブリン
ジョン・ギブリン（John Giblin、1952年2月26日 - 2023年5月14日、スコットランド・ベルズヒル生まれ）は、ジャズ、クラシック、ロック、フォーク、アバンギャルド音楽にまたがる多才さで知られる、世界的に有名なイギリスのダブルベース奏者にしてベーシスト。
ロンドンのスタジオ・ミュージシャンとして最もよく知られ、映画のスコアや現代音楽の録音も行っていたギブリンは、ピーター・ガブリエル、ジョン・マーティン、エルキー・ブルックス、アニー・レノックス、フィル・コリンズ、ポップ・ロック・グループのシンプル・マインズとのレコーディングやライブを行い、ケイト・ブッシュ、デヴィッド・シルヴィアン、ジョン・アンダーソン（イエス）、実験グループのブランドX、さらに最近ではスコット・ウォーカーによるアバンギャルドなレコーディング（アルバム『ティルト』を含む）に至るまで、アーティストと密接に関係していた。
最近では、ギブリンはアコースティックベースを使う方向にさらに進んでおり、現在のプロジェクトには、ドラマーのピーター・アースキン（ウェザー・リポート）、ピアニストのアラン・パスクァ（トニー・ウィリアムス・ライフタイム）といったミュージシャンたちが含まれていた。
2023年5月14日、闘病の末、チェルトナムで死去。

## 音楽仕事とコラボレーション
- ブランドX (アルバム『プロダクト』『ドゥ・ゼイ・ハート?』)
- エリック・クラプトン、スティング、マーク・ノップラー、フィル・コリンズ (DVD『モントセラト島救済コンサート』ライブ)
- ピーター・ガブリエル (アルバム『バーディー オリジナル・サウンドトラック』『ピーター・ガブリエル III』)
- デヴィッド・シルヴィアン
- クリス・デ・バー
- 土屋昌巳 (アルバム『Mod' Fish』『森の人 Forest People』)
- ケイト・ブッシュ (アルバム『雪のための50の言葉』『エアリアル』『魔物語』『センシュアル・ワールド』『レッド・シューズ』、シングル「バブーシュカ」、ツアー「Before the Dawn Tour」)
- フィル・コリンズ 楽曲「In the Air Tonight」「恋はあせらず」 (アルバム『夜の囁き』『フィル・コリンズ 2:心の扉』)
- スコット・ウォーカー (アルバム『ティルト』)
- アル・グリーン
- ダンカン・ブラウン
- ジョーン・アーマトレイディング
- ジョン・レノン (楽曲「グロー・オールド・ウィズ・ミー」)
- ジュディ・ツーク
- アニー・レノックス (『MTVアンプラグド』でのコントラバス演奏、「ホワイ」を含む)
- ロバータ・フラック
- ポール・マッカートニー (ロイヤル・アルバート・ホールでのライブ)
- エヴァリー・ブラザース
- ジョージ・マーティン
- ジェリー・ラファティー
- ヒュー・マセケラ (アルバム『ウェイティング・フォー・ザ・レイン』、1985年)
- メイヴィス・ステイプルズ
- シンプル・マインズ (アルバム『ワンス・アポン・ア・タイム』『ライヴ・イン・ザ・シティー・オブ・ライト』『ストリート・ファイティング・イヤーズ』)
- ジョン・アンダーソン (アルバム『アニメーション』『七つの詩』)
- マンフレッド・マンズ・アース・バンド
- ジョン・マーティン (アルバム『Grace and Danger』『The Church with One Bell』)
- リチャード・アシュクロフト
- フランコ・バッティアート
- サロ・コセンティーノ
- エロス・ラマゾッティ
- クラウディオ・バリオーニ
- マノロ・ガルシア
- フィッシュ (アルバム『虚構の鏡』)
- アラン・パーソンズ (アルバム『オン・エアー』)
- エルキー・ブルックス (アルバム『Pearls 1』)